# Shōko Ishikawa
Shōko Ishikawa (石川 翔子 Ishikawa Shōko?,  Tokio, Japón, 12 de mayo de 1990) es una ex-patinadora de patinaje artístico sobre hielo japonesa. Fue la ganadora del Trofeo NRW de 2010, medallista de plata en el Trofeo Ondrej Nepela de 2011 y medallista de bronce en el Campeonato Japonés Juvenil de 2008.

## Programas
| Temporada | Programa corto                                                  | Programa libre                                                     |
| --------- | --------------------------------------------------------------- | ------------------------------------------------------------------ |
| 2011–12   | - La Rosa de Vale Tango coreo por Kenji Miyamoto                | - Miss Saigón de Claude-Michel Schönberg coreo por Shizuka Arakawa |
| 2010–11   | - Ice Queen de Paul Dinletir                                    | - Concierto para violín de Piotr Ilich Chaikovski                  |
| 2009–10   | - Incantation (del Cirque du Soleil's Quidam) por Benoît Jutras | - Concierto para violín de Piotr Ilich Chaikovski                  |
| 2007–08   | - Vamo Alla Flamenco                                            | - Titanic de James Horner                                          |

## Aspectos competitivos
| Internacional              | Internacional | Internacional | Internacional | Internacional | Internacional | Internacional | Internacional | Internacional | Internacional | Internacional |
| Evento                     | 03–04         | 04–05         | 05–06         | 06–07         | 07–08         | 08–09         | 09–10         | 10–11         | 11–12         | 12–13         |
| -------------------------- | ------------- | ------------- | ------------- | ------------- | ------------- | ------------- | ------------- | ------------- | ------------- | ------------- |
| GP Trofeo NHK              |               |               |               |               |               |               | 10.ª          |               | 10.ª          |               |
| Crystal Skate              |               |               |               |               |               |               | 3.ª           |               |               |               |
| Trofeo NRW                 |               |               |               |               |               |               |               | 1.ª           |               |               |
| Trofeo Ondrej Nepela       |               |               |               |               |               |               |               |               | 2.ª           |               |
| Universiade                |               |               |               |               |               |               |               | 5.ª           |               |               |
| Internacional: Juvenil     |               |               |               |               |               |               |               |               |               |               |
| JGP República Checa        |               |               |               |               |               | 4.ª           |               |               |               |               |
| JGP Estonia                |               |               |               |               | 5.ª           |               |               |               |               |               |
| JGP Hungría                |               |               |               | 5.ª           |               |               |               |               |               |               |
| JGP Sudáfrica              |               |               |               |               |               | 4.ª           |               |               |               |               |
| Copa Challenge             |               |               |               |               | 2.ª           |               |               |               |               |               |
| Nacionales                 |               |               |               |               |               |               |               |               |               |               |
| Campeonato Japonés         |               |               |               |               | 8.ª           |               | 26.ª          | 9.ª           | 15.ª          | 26.ª          |
| Campeonato Japonés Juvenil | 11.ª          | 22.ª          | 6.ª           | 12.ª          | 3.ª           | 6.ª           |               |               |               |               |